# Sebastokrator

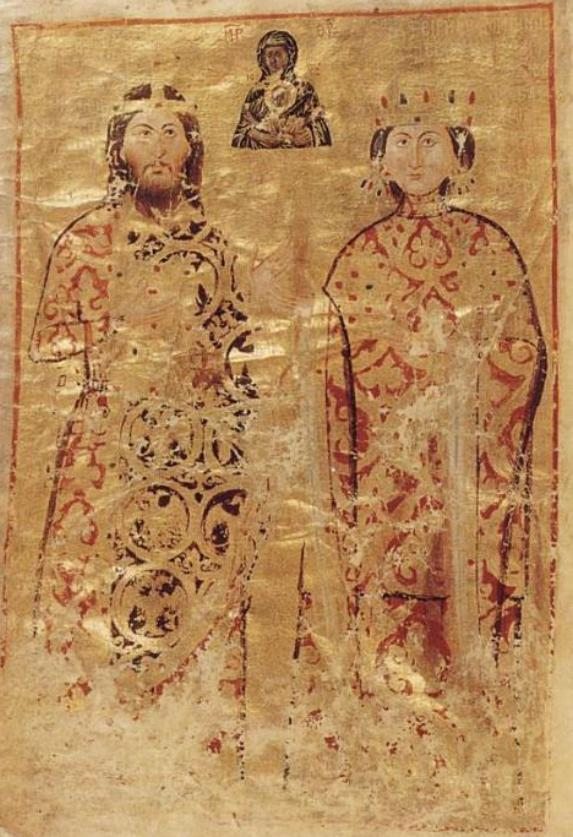
sebastokrator Konstantyn Paleolog i jego żona Irena. Obraz wotywny z początku XIV wieku.

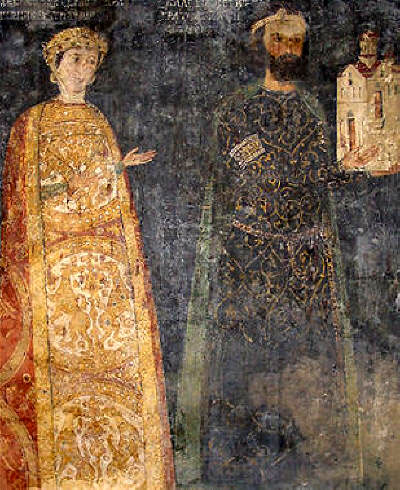
Obraz wotywny bułgarskiego sewastokratora Kałojana i jego żony Desisławy. Fresk z klasztoru w Bojanie (1259).

Sebastokrator (gr. σεβαστοκράτωρ, sewastokratōr; bułg. i serb.: cевастократор, sewastokrator) – tytuł cesarski w późnym Bizancjum. Był także używany przez władców innych krajów pozostających w strefie oddziaływania Cesarstwa Bizantyńskiego. Termin stanowi złożenie słów sebastos (szczęśliwy) i autokratōr (samowładca). Żona sebastokratora była w Cesarstwie nazywana sebastokratorissą (σεβαστοκρατόρισσα), a u Bułgarów i Serbów – sewastokraticą (севастократица).

## W Bizancjum
Tytuł utworzył ze słów sebastos i autokrator cesarz Aleksy I Komnen (1081–1118) w trakcie zabiegów o tron cesarski. Aleksy odrzucił wówczas propozycję swego szwagra Nicefora Melisena dotyczącą podziału Cesarstwa na część europejską i azjatycką i pozyskał go obietnicą nadania tytułu cezara. Chcąc zapewnić bratu Izaakowi pierwszeństwo przed Melisenem, utworzył specjalnie dla niego nowy tytuł, który w hierarchii tytułów znalazł się przed tytułem cezara. Anna Komnena nazywa sebastokratora „drugim cesarzem” i notuje, że wraz z cezarem przysługiwało mu prawo noszenia korony, choć nie diademu cesarskiego. Za panowania Komnenów tytuł przysługiwał wyłącznie członkom rodziny cesarskiej, najczęściej młodszym synom cesarza. Tytuł sebastokratora zachował wysoką, drugą, pozycję wśród tytułów cesarskich do 1163 roku, kiedy to cesarz Manuel I Komnen utworzył tytuł despotesa. Do końca istnienia Cesarstwa tytuł sebastokratora był zarezerwowany dla członków rodziny cesarskiej. Ostatnim znanym sebastokratorem był władający pod koniec XIV wieku Moreą Demetriusz Kantakuzen].
Według źródeł charakterystycznym kolorem związanym z tytułem sebastokratora był niebieski. Sebastokrator miał przywilej noszenia niebieskich skarpetek i butów. Według Jerzego Akropolitesa około 1260 roku, po przywróceniu Cesarstwa Bizantyńskiego, sebastokratorzy będący członkami rodziny cesarskiej, dla odróżnienia od pochodzących spoza rodziny, mieli na butach wyszywane złote orły cesarskie. Około połowy XIV wieku haftowanie złotych orłów na czerwonym tle było już wedle Jerzego Kodinosa powszechnym zwyczajem. Kodinos twierdzi ponadto, że w skład ceremonialnego stroju sebastokratora wchodziła ponadto czerwona tunika (chlamys) i czerwono-złota korona (stephanos, różna od diademu). Sebastokrator miał też przywilej podpisywania dokumentów niebieskim atramentem.

## Poza Bizancjum
Po raz pierwszy tytuł sebastokratora został przyznany władcy spoza Cesarstwa przez cesarza Aleksego III Angelosa w 1190 roku. Cesarz nadał wówczas tytuł sebastokratora swemu zięciowi i następcy na tronie serbskim, Stefanowi wskazując tym samym na zależność przyszłego władcy Serbii od basileusa i autokratora bizantyńskiego.
Około 1268 roku cesarz Michał VIII Paleolog, dążąc do osłabienia pozycji władców Epiru, uznał władzę Jana Angelosa nad Tesalią, wydając swego siostrzeńca za córkę Angelosa. Nadał mu też wówczas tytuł sebastokratora. Tytuł ten był używany przez kolejnych władców Tesalii do wygaśnięcia dynastii w 1318 roku.
Oficjalną tytulaturę cesarską Bizancjum przejęli też Bułgarzy po przywróceniu w 1186 roku carstwa bułgarskiego. Oprócz tytułu cara, wprowadzono również tytuły despoty, sewastokratora i cezara. Tytuł sewastokratora nosili starszy brat cara Iwana Asena II (1218–1241) – Aleksander i brat cara Boriła (1207–1218) – Strez, który po 1207 roku utworzył własne państwo w zachodniej Macedonii. W następnym pokoleniu sewastokratorem był mąż córki Iwana Asena II, Anny Teodory – Piotr, regent w okresie małoletności cara Michała I Asena (1246–1256), pełniący funkcję namiestnika zachodniej części państwa oraz Kałojan, władca ziemi sredeckiej, który ok. 1259 roku ufundował cerkiew w Bojanie.
Tytulatura imperialna została również przejęta  przez władców Serbii po ustanowieniu Carstwa Serbskiego w 1346 roku. Tytuł sewastokratora otrzymali wówczas: Dejan, mąż siostry cara Duszana Teodory i Branko Mladenović.

## Lista sebastokratorów
lista niepełna, obok osoby podany kraj nadania
- Aleksy III Angelos, (nim został cesarzem) Bizancjum
- Conon de Béthune, Cesarstwo Łacińskie
- Konstantyn Angelos, Bizancjum
- Jan I Angelos, Bizancjum
- Jan II Angelos, Bizancjum
- Demetriusz Kantakuzen, Bizancjum
- Izaak Komnen (syn cesarza Aleksego I), Bizancjum
- Stefan Pierwszy Koronowany, Serbia
- Jan Petralifas, Bizancjum